# Fleming Park (Alberta)
Fleming Park est une communauté située dans la province d'Alberta, dans le centre.